# Référendum de 2020 sur la légalisation du cannabis médical au Mississippi
Un référendum sur la légalisation du cannabis médical a lieu le 3 novembre 2020 au Mississippi. La population est amenée à se prononcer en deux temps sur la légalisation du cannabis médical via un amendement d'origine populaire ou une contre proposition d'amendement d'origine parlementaire.
La population vote à une large majorité pour la légalisation, en soutenant l'amendement d'origine populaire.
La légalisation est cependant annulée le 14 mai 2021 par une décision de la Cour suprême du Mississippi.

## Objet
Sur un premier bulletin, les électeurs sont amenés à approuver ou rejeter les deux amendements en bloc puis, sur un second bulletin, à indiquer lequel des deux amendements doit entrer en vigueur en cas de majorité de résultats favorable au premier. 
L'initiative 65, d'origine populaire, propose de légaliser le cannabis médical pour une vingtaine de maladies, d'autoriser la possession d'un maximum de 70 grammes de cannabis par un particulier, et de soumettre la vente de cannabis à la TVA de 7 % déjà en vigueur pour le reste des ventes dans l’État.
L'initiative 65A, un contre projet d'origine parlementaire, propose de légaliser le cannabis médical mais de le restreindre aux seuls patients en phase terminale. L'amendement prévoit également l'encadrement par un personnel médical agréé - médecin, infirmer et pharmacien - de l'accès aux produits pharmaceutiques dérivés du cannabis, et laisse au parlement le soin de légiférer ultérieurement sur la quantité maximale pouvant être possédée ainsi que le taux de TVA à appliquer.

## Résultats

### Premier choix
| Choix                           | Votes     | %     |
| ------------------------------- | --------- | ----- |
| Pour l'un ou l'autre amendement | 816 107   | 68,52 |
| Contre les deux amendements     | 374 931   | 31,48 |
|                                 |           |       |
| Votes valides                   | 1 191 038 | 89,97 |
| Votes blancs et invalides       | 132 803   | 10,03 |
| Total                           | 1 323 841 | 100   |
| Abstention                      |           |       |
| Inscrits/Participation          |           |       |

| Votes Pour (68,52 %) |  |  | Votes Contre (31,48 %) |
| ▲                    |  |  |                        |
| Majorité absolue     |  |  |                        |

### Choix de l'amendement
| Choix                     | Votes     | %     |
| ------------------------- | --------- | ----- |
| Initiative populaire      | 766 478   | 73,68 |
| Contre proposition        | 273 805   | 26,32 |
|                           |           |       |
| Votes valides             | 1 040 283 | 78,57 |
| Votes blancs et invalides | 283 755   | 21,43 |
| Total                     | 1 324 038 | 100   |
| Abstention                |           |       |
| Inscrits/Participation    |           |       |

| Initiative populaire (73,68 %) |  |  | Contre proposition (26,32 %) |
| ▲                              |  |  |                              |
| Majorité absolue               |  |  |                              |

## Suites
La légalisation est annulée le 14 mai 2021 par une décision de la Cour suprême du Mississippi, qui juge inconstitutionnelle la procédure des initiatives populaires, rendant ces dernières impossible à mettre en œuvre. La procédure, issue d'un amendement constitutionnel en 1992, impose en effet de réunir un pourcentage donné de signatures dans les cinq districts utilisés pour les élections fédérale des membres de la chambre des représentants. Or, le recensement de 2000 ayant fait perdre un district au Mississippi, aucune initiative populaire y compris celle de 2020 sur la cannabis médical ne peut valider cette condition,,,.